# جنرال داینامیکس

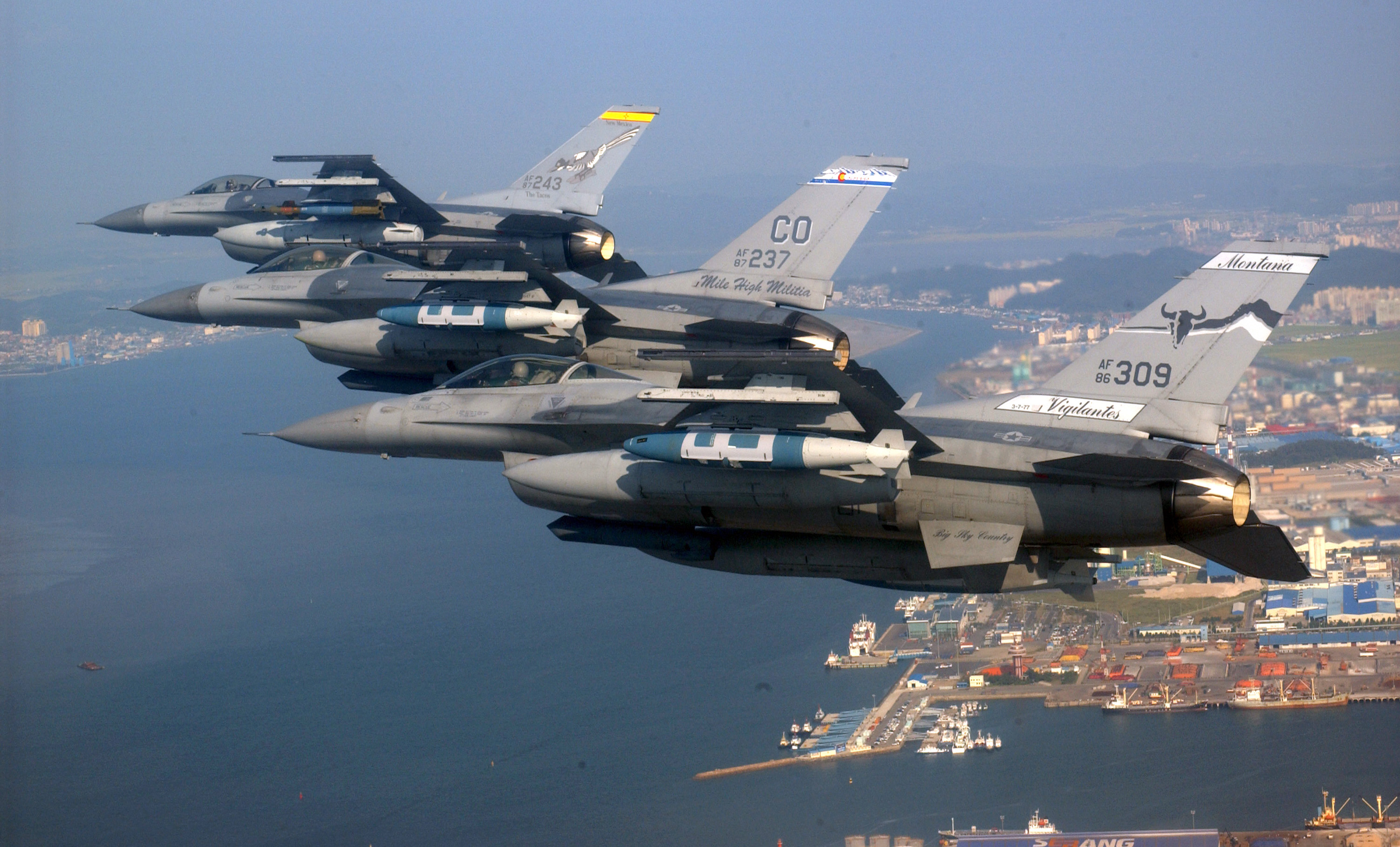
جت‌های اف-۱۶، از تولیدات جنرال داینامیکس بر فراز کره جنوبی

جنرال داینامیکس (به انگلیسی: General Dynamics Corporation) شرکت صنایع هوافضایی و صنایع جنگ‌افزاری آمریکایی است، که هم‌اکنون به‌عنوان پنجمین شرکت بزرگ صنایع جنگ‌افزاری در جهان، شناخته می‌شود.
شرکت جنرال داینامیکس در سال ۱۸۹۹ توسط جان فیلیپ هلند تأسیس شد. ستاد مرکزی این شرکت در شهرستان فرفکس، ویرجینیا قرار دارد و سهام آن در بازار بورس نیویورک معامله می‌شود. جنرال داینامیکس سازنده هواپیمای جنگنده اف-۱۶ می‌باشد.

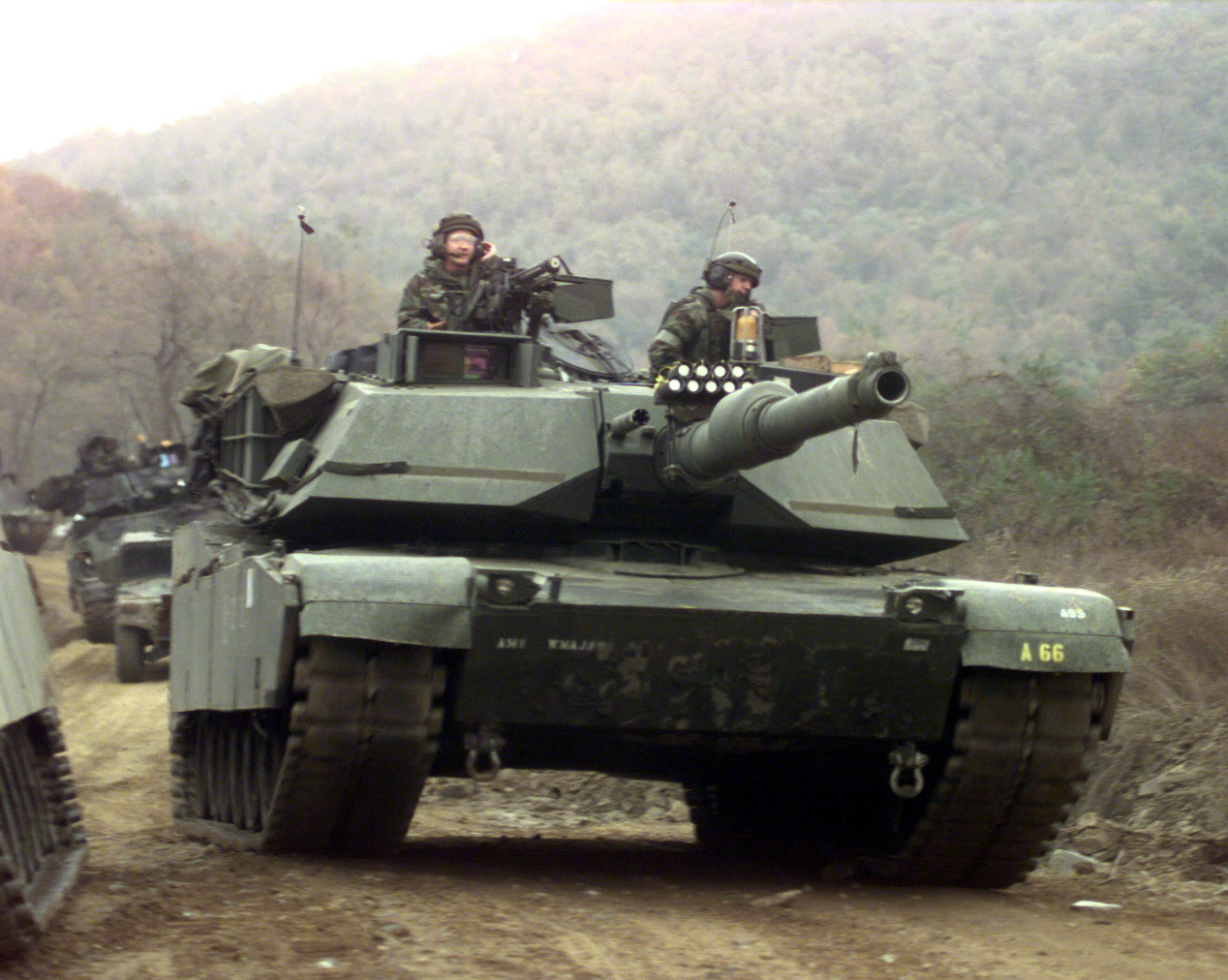
ام‌وان آبرامز

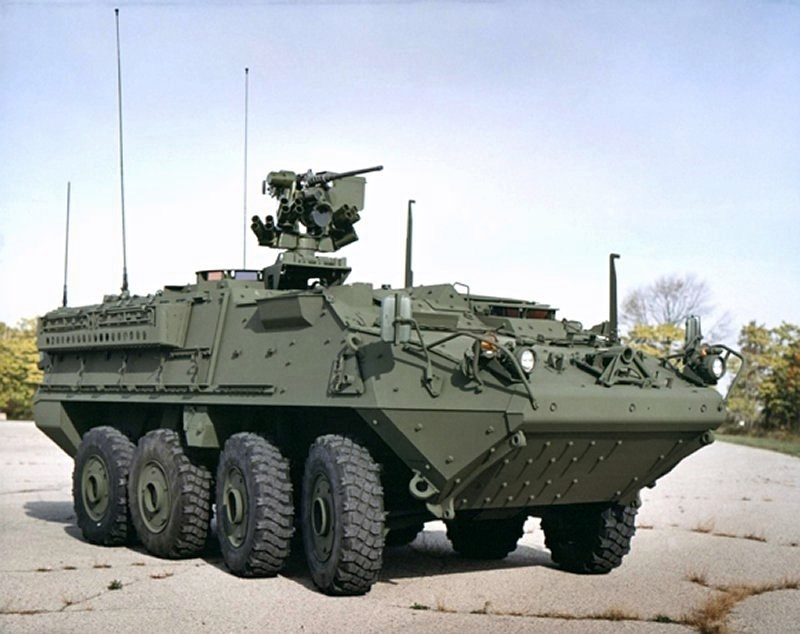
استرایکر

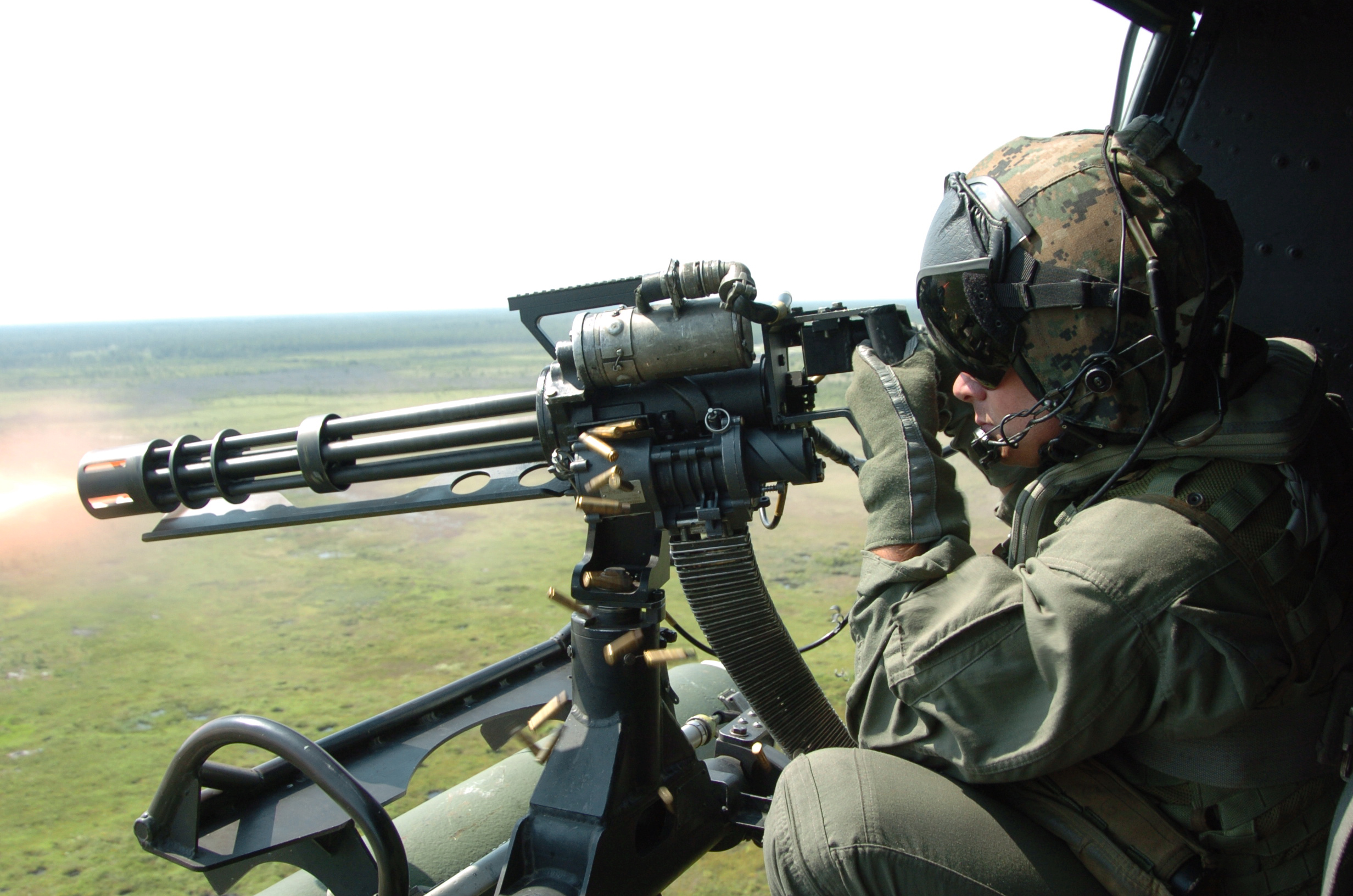
مینی‌گان